# Tamatia rayé
Malacoptila striata
Espèce
Statut de conservation UICN

 NT  : Quasi menacé
Le Tamatia rayé (Malacoptila striata) est une espèce d'oiseau de la famille des Bucconidae, 
Cet oiseau est endémique du Brésil.

## Liste des sous-espèces
- Malacoptila striata minor Sassi, 1911 : Maranhão
- Malacoptila striata striata (Spix, 1824) : forêt atlantique